# Press Gazette
Press Gazette è un periodico commerciale di informazione in lingua inglese, dedicato al mondo dei media e del giornalismo. Fondata nel 1965, raggiunse una tiratura di 2 500 copie poco prima di diventare esclusivamente online, nel 2013. I suoi numeri riportano il motto Fighting For Journalism ("combattere per il giornalismo") contengono notizie relative ai giornali, riviste, TV, radio, testate online, descrivendo lanci e chiusure, trasferimenti, legislazione e progressi tecnologici che impattano l'attività dei giornalisti.
Si finanzia attraverso gli abbonamenti, piccoli annunci, offerte di lavoro e spazi a pagamento. Dal 2010 è una proprietà di Progressive Media International, che controlla anche New Statesman e Spear's.

## Storia
Press Gazette fu lanciato nel novembre del 1965 da Colin Valdar, insieme alla moglie Jill e al fratello Stewart. Dopo il ritiro dei Valdars nel 1983, la rivista fu venduta a Timothy Benn, che a sua volta nel '90 la cedette alla casa editrice canadese Maclean Hunter.
Nel '94, la rivista passò nuovamente di mano all'East Midlands Allied Press. Tre anni più tardi, un pacchetto che comprendeva anche MediaWeek e altri 12 titoli, è entrato nel perimetro della Quantum Business Media per 14,1 milioni di sterline.
La rivista chiuse il 24 novembre 2006 per una vicenda legata a Rupert Murdoch e al genero Matthew Freud. Dopo aver perso un numero, il 5 dicembre 2006 il gruppo editoriale Wilmington acquisì il titolo e trasferì la sede del giornale dalla sede storica di Fleet Strett al proprio quartier generale a Old Street.

Il rilancio fu guidato da Tony Loynes, che durqnte la crisi e il fallimento del giornale aveva lasciato il posto di redattore per diventare direttore generale della concorrenza.
Nel maggio 2007, la veste editoriale dell'edizione a stampa e di quella online furono completamente rinnovata con un nuovo titolo di copertina e un diverso font nel corpo degli articoli. Nell'agosto dell'anno seguente, la periodicità passò da settimanale a mensile.
Il 6 aprile 2009, la proprietà annunciò improvvisamente la chiusura del giornale dal mese di maggio.

Il 22 aprile Mike Danson rilevò la testata, mentre stava diventando il titolare del New Statesman. Il Gruppo Wilmington trattenne i diritti sui British Press Awards.
Nel giugno 2012, la periodicità della pubblicazione fu nuovamente ridotta a trimestrale. All'inizio del 2013, è stata dismessa la pubblicazione a stampa, mantenendo un'edizione digitale settimanale.

## Magazine Design and Journalism Awards
Dal 1998, la Press Gazette assegna annualmente i Magazine Design and Journalism Awards. Di essi è stato detto che «sono considerati gli unici premi che celebrano il design e il giornalismo in tutti i segmenti di mercato dei magazine: consumatori, B2B e clienti».

I premi sono assegnati nelle seguenti categorie:
- Magazine Design Awards:
  - Young Designer of the Year
  - Best Designed Feature Spread
  - Best New Design/Redesign
  - Best Designed Front Cover
  - Best Use of Typography
  - Best Use of Illustration
  - Best Use of Photography
  - Magazine Designer of the Year
  - Best Designed Magazine of the Year
- Magazine Journalism Awards:
  - Exclusive of the Year
  - Feature Writer of the Year
  - Interviewer of the Year
  - Columnist of the Year
  - News Reporter of the Year
  - Business Reporter of the Year
  - Production Team of the Year
  - Reviewer of the Year
  - Digital Journalist of the Year
  - Editor of the Year.